# Zoran Živković (rokometaš)
Zoran Živković, jugoslovanski (srbski; srbsko Зоран Живковић) rokometaš in trener, * 5. april 1945, Niš.
Leta 1972 je na poletnih olimpijskih igrah v Münchnu v sestavi jugoslovanske rokometne reprezentance osvojil zlato olimpijsko medaljo.